# Rosenskovmærke-slægten
Rosenskovmærke (Phuopsis) er en monotypisk slægt med kun én art, den nedennævnte. Derfor skal slægtsbeskrivelsen ses under artsnavnet.
| Den beskrevne art |

- Rosenskovmærke (Phuopsis stylosa)